# Coupe COSAFA 1999
Navigation
Édition précédente Édition suivante
La Coupe COSAFA 1999 est la troisième édition de cette compétition organisée par la COSAFA. Elle est remportée par l'Angola.

## Phase de qualification
La Zambie et le Zimbabwe sont dispensés de la phase qualificative.

### Tour de qualification
Les vainqueurs se qualifient pour la phase finale. Les perdants doivent jouer des matchs de barrage.
| Namibie | 1 - 0 | Lesotho |

| Afrique du Sud | 2 - 1 | Botswana |

| Malawi | 1 - 2 | Angola |

| Swaziland | 1 - 2 | Mozambique |

### Barrages
| Namibie | 1 - 1 4 - 2 t.a.b. | Malawi |

| Mozambique | 2 - 0 | Botswana |

## Phase finale
|  | Quarts de finale | Quarts de finale | Quarts de finale | Quarts de finale |         |         | Demi-finales | Demi-finales | Demi-finales | Demi-finales |  |  | Finale                         | Finale                         | Finale                         | Finale                         |
|  |                  |                  |                  |                  |         |         |              |              |              |              |  |  |                                |                                |                                |                                |
|  | 4 juillet 1999   | 4 juillet 1999   | 4 juillet 1999   | 4 juillet 1999   |         |         | 14 août 1999 | 14 août 1999 | 14 août 1999 | 14 août 1999 |  |  | 26 septembre et 2 octobre 1999 | 26 septembre et 2 octobre 1999 | 26 septembre et 2 octobre 1999 | 26 septembre et 2 octobre 1999 |
|  | 4 juillet 1999   | 4 juillet 1999   | 4 juillet 1999   | 4 juillet 1999   |         |         | 14 août 1999 | 14 août 1999 | 14 août 1999 | 14 août 1999 |  |  | 26 septembre et 2 octobre 1999 | 26 septembre et 2 octobre 1999 | 26 septembre et 2 octobre 1999 | 26 septembre et 2 octobre 1999 |
|  | Lesotho          | Lesotho          | 0                | 0                |         |         | 14 août 1999 | 14 août 1999 | 14 août 1999 | 14 août 1999 |  |  | 26 septembre et 2 octobre 1999 | 26 septembre et 2 octobre 1999 | 26 septembre et 2 octobre 1999 | 26 septembre et 2 octobre 1999 |
|  | Lesotho          | Lesotho          | 0                | 0                |         |         | 14 août 1999 | 14 août 1999 | 14 août 1999 | 14 août 1999 |  |  | 26 septembre et 2 octobre 1999 | 26 septembre et 2 octobre 1999 | 26 septembre et 2 octobre 1999 | 26 septembre et 2 octobre 1999 |
|  | Angola           | Angola           | 1                | 1                |         |         | 14 août 1999 | 14 août 1999 | 14 août 1999 | 14 août 1999 |  |  | 26 septembre et 2 octobre 1999 | 26 septembre et 2 octobre 1999 | 26 septembre et 2 octobre 1999 | 26 septembre et 2 octobre 1999 |
|  | Angola           | Angola           | 1                | 1                | Zambie  | Zambie  | 0            | 0            |              |              |  |  | 26 septembre et 2 octobre 1999 | 26 septembre et 2 octobre 1999 | 26 septembre et 2 octobre 1999 | 26 septembre et 2 octobre 1999 |
|  | 18 juillet 1999  |                  |                  |                  | Zambie  | Zambie  | 0            | 0            |              |              |  |  | 26 septembre et 2 octobre 1999 | 26 septembre et 2 octobre 1999 | 26 septembre et 2 octobre 1999 | 26 septembre et 2 octobre 1999 |
|  |                  |                  | Angola           | Angola           | 1       | 1       |              |              |              |              |  |  | 26 septembre et 2 octobre 1999 | 26 septembre et 2 octobre 1999 | 26 septembre et 2 octobre 1999 | 26 septembre et 2 octobre 1999 |
|  | Swaziland        | Swaziland        | Angola           | Angola           | 1       | 1       | 1            | 4            |              |              |  |  | 26 septembre et 2 octobre 1999 | 26 septembre et 2 octobre 1999 | 26 septembre et 2 octobre 1999 | 26 septembre et 2 octobre 1999 |
|  | Swaziland        | Swaziland        | 28 août 1999     |                  |         |         | 1            | 4            |              |              |  |  | 26 septembre et 2 octobre 1999 | 26 septembre et 2 octobre 1999 | 26 septembre et 2 octobre 1999 | 26 septembre et 2 octobre 1999 |
|  | Zimbabwe         | Zimbabwe         | 1                | 3                |         |         |              |              |              |              |  |  | 26 septembre et 2 octobre 1999 | 26 septembre et 2 octobre 1999 | 26 septembre et 2 octobre 1999 | 26 septembre et 2 octobre 1999 |
|  | Zimbabwe         | Zimbabwe         | 1                | 3                | Angola  | Angola  | 1            | 1            |              |              |  |  |                                |                                |                                |                                |
|  | 31 juillet 1999  |                  |                  |                  | Angola  | Angola  | 1            | 1            |              |              |  |  |                                |                                |                                |                                |
|  |                  |                  | Namibie          | Namibie          | 0       | 1       |              |              |              |              |  |  |                                |                                |                                |                                |
|  | Namibie          | Namibie          | Namibie          | Namibie          | 0       | 1       | 1            | 4            |              |              |  |  |                                |                                |                                |                                |
|  | Namibie          | Namibie          |                  |                  |         |         |              |              |              |              |  |  |                                |                                |                                |                                |
|  | Afrique du Sud   | Afrique du Sud   | 1                | 1                |         |         |              |              |              |              |  |  |                                |                                |                                |                                |
|  | Afrique du Sud   | Afrique du Sud   | 1                | 1                | Namibie | Namibie | 1            | 4            |              |              |  |  |                                |                                |                                |                                |
|  | 7 août 1999      |                  |                  |                  | Namibie | Namibie | 1            | 4            |              |              |  |  |                                |                                |                                |                                |
|  |                  |                  | Swaziland        | Swaziland        | 1       | 2       |              |              |              |              |  |  |                                |                                |                                |                                |
|  | Zambie           | Zambie           | Swaziland        | Swaziland        | 1       | 2       | 1            | 4            |              |              |  |  |                                |                                |                                |                                |
|  | Zambie           | Zambie           |                  |                  |         |         |              | 4            |              |              |  |  |                                |                                |                                |                                |
|  | Mozambique       | Mozambique       | 1                | 3                |         |         |              |              |              |              |  |  |                                |                                |                                |                                |
|  | Mozambique       | Mozambique       | 1                | 3                |         |         |              |              |              |              |  |  |                                |                                |                                |                                |
|  |                  |                  |                  |                  |         |         |              |              |              |              |  |  |                                |                                |                                |                                |

| Vainqueur de la Coupe COSAFA 1999: Angola Premier titre |